# Fanni Nagy Nad
Fanni Nagy Nad (cyr. Фанни Над ;ur. 2000) – serbska zapaśniczka walcząca w stylu wolnym. Zajęła szesnaste miejsce na mistrzostwach świata w 2023. 
Jedenasta na mistrzostwach Europy w 2022, 2023 i 2024. Trzecia na ME U-23 w 2023 roku.